# بتنراوية
البتنراوية (الاسم العلمي: Byttnerieae) هي قبيلة من النباتات تتبع الفصيلة الخبازية من رتبة الخبازيات.

## أجناس البتنرياوية
- البتنرية
- الآينية